# Cometaster pyrula
Cometaster pyrula är en fjärilsart som beskrevs av Carl Heinrich Hopffer 1857. Cometaster pyrula ingår i släktet Cometaster och familjen nattflyn. Inga underarter finns listade i Catalogue of Life.